# Johann Wilhelm Kuithan
Johann Wilhelm Kuithan (* 3. Februar 1760 in Dortmund; † 16. Dezember 1831 ebenda) war ein preußischer Schulreformer.

## Leben und Wirken
Johann Wilhelm Kuithan wurde am 3. Februar 1760 in Dortmund geboren. Er war der Sohn des von 1748 bis 1798 an der Reinoldikirche tätigen Pastors Caspar Heinrich Kuithan und seiner Ehefrau Elisabeth Judith Kuithan, geborene Barop. Das Ehepaar hatte zwei weitere Söhne. Johann Wilhelm Kuithan besuchte das Archigymnasium und studierte ab 1778 in Göttingen bei Christian Gottlob Heyne Theologie und klassische Philologie. Im Jahr 1781 bestand er die theologische Prüfung, zwei Jahre später wurde er Mitglied im Repetenten-Kollegium. Von 1790 bis 1799 war er Rektor an der Lateinschule in Lünen, von 1799 bis 1805 an der Höheren Schule Lüdenscheid und danach Professor für Latein und Griechisch am Lyzeum Düsseldorf.
Kuithan war bereits während seiner Studienzeit mit den schulreformerischen Ansätzen des Neuhumanismus in Kontakt gekommen, aufgrund deren praktischer Umsetzung auf seinen verschiedenen Stationen wurde er am 1. Januar 1807 zum Leiter des Archigymnasiums seiner Heimatstadt berufen. Dieses befand sich zu diesem Zeitpunkt in einem schlechten Zustand, im Jahr 1800 etwa zählte es nur noch sechzig Schüler. Kuithan begann unmittelbar damit, das Schulprogramm den Bedürfnissen der Frühindustrialisierung und den Wünschen des kaufmännischen Bürgertums anzupassen. Obwohl selbst Altphilologe, erweiterte er das Angebot um neuere Sprachen wie Englisch, Französisch und Italienisch und ermöglichte damit erstmals in Dortmund eine höhere Schulbildung ohne Erlernen der alten Sprachen. Auch Buchhaltung, kaufmännisches Rechnen, angewandte Mathematik, Physik, Chemie, technisches Zeichnen und Leibesübungen wurden von nun an angeboten. Außerdem gliederte Kuithan eine höhere Mädchenschule an das Gymnasium an.
Kuithan heiratete 1808 Henriette Fabricius, Tochter eines Tuchfabrikanten aus Burscheid, die mit den Familien Mallinckrodt und Meininghaus verwandt war. Die Ehe blieb kinderlos.
Kuithans Schulreformen stießen auf erheblichen Widerstand der preußischen Regierung. Diese bestand auf dem Erlernen der alten Sprachen und drohte mehrmals damit, das Dortmunder Gymnasium zu einer Bürgerschule zurückzustufen. Auch unternahm sie den Versuch, das Gymnasialschulwesen in Westfalen stärker zu normieren. Gegen beides setzte sich Kuithan zur Wehr und bekannte sich auch öffentlich zu seinen schulreformerischen Überzeugungen, etwa in Zeitungsartikeln. Sein Rückhalt in der Dortmunder Bevölkerung zwang die preußische Regierung, sich mit diesen zu arrangieren. Erst unter seinem Nachfolger Bernhard Thiersch wurden die Reformen aufgegeben. Während Kuithans Amtszeit vergrößerte sich die Schülerzahl auf etwa 160, eine immer noch überschaubare Anzahl. Zu Kuithans Schülern gehörten unter anderem der Revolutionär Alexis Heintzmann, die Paulskirchenabgeordneten Ludwig Franz Houben, Eduard Hülsmann, Carl Overweg, Julius und Carl Wiethaus sowie die Industriellen Friedrich Wilhelm Müser und Gustav Mallinckrodt.
Sprachwissenschaftlich stellte Kuithan die These auf, dass das westfälische Platt eine vorhomerische Sprache sei und sich Deutsch und Griechisch lexikalisch vollkommen entsprechen würden. Diese Ansichten stießen auch schon bei Zeitgenossen auf Ablehnung. Zu seinen Lesern gehörte aber Johann Wolfgang von Goethe, mit dem er in Briefkontakt stand.
Johann Wilhelm Kuithan starb am 16. Dezember 1831 im Alter von 71 Jahren in Dortmund. Seine Witwe richtete das Kuithan’sche Legat ein, eine Stiftung, die ärmeren Bürgerkindern das Schulgeld finanzierte. Die Stadt Dortmund hat eine Straße nach ihm benannt.

## Werke
- Johann Wilhelm Kuithan: Versuch eines Beweises, daß wir in Pindar’s Siegeshymnen Urkomödien übrig haben, welche auf Gastmahlen gesungen wurden und neue Grundideen in der Griechischen Prosodie. Mallinckrodt, Dortmund 1808.
- Johann Wilhelm Kuithan: Die Germanen und Griechen, Eine Sprache, Ein Volk, eine auferweckte Geschichte. Schultz und Wundermann, Hamm 1822.
- Johann Wilhelm Kuithan: Einige Proben von der Auferstehung der griechischen und lateinischen Sprache in Deutschland. Nedelmann, Dortmund 1825 (Programm des Dortmunder Gymnasiums).